# 3K89 Palaš
3K89 Palaš (rusky Палаш, exportní označení je Palma, rusky Пальма) je ruský hybridní plně automatický systém blízké obrany, kombinující rychlopalné kanony a řízené střely. Systém byl vyvinut konstrukční kanceláří KBP Točmaš a je navržen k obraně válečných lodí proti protilodním střelám a leteckým pumám, sekundárně proti letadlům, vrtulníkům, námořním a pozemním cílům. Jeho předchůdcem je hybridní obranný komplet 3K87 Kortik konstrukční kanceláře KBP Tula a jeho konkurentem je oficiální nástupce Kortiku, vyvíjený Tulskou konstrukční kanceláří pod názvem Pancir-ME (jinak též Palica).

## Vývoj

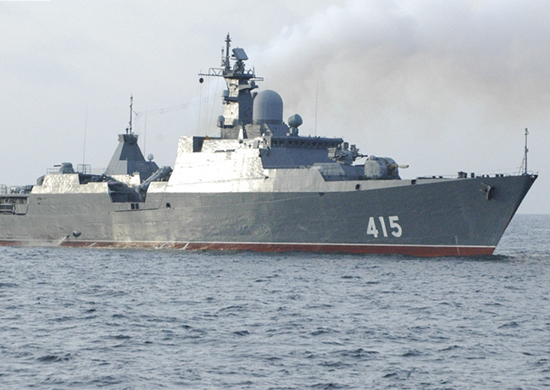
Jeden komplet Palma je umístěný za příďovou dělovou věží této vietnamské fregaty Projektu 11661 (třída Gepard)

Vývoj námořního protiraketového systému 3K89 Palaš byl zahájen v roce 1994 s cílem nabídnout ruskému námořnictvu jednodušší a levnější alternativu výkonného kompletu Kortik. Toho bylo dosaženo především omezením zásoby munice a vybavením systému pouze optoelektronickými senzory. Vznikala přitom jak verze čistě kanónová, tak hybridní využívající rovněž řízených střel. Prototyp systému byl dokončen v roce 1995, malý zájem ruského námořnictva a nedostatek financí KBP Točmaš ovšem jeho vývoj zpomalovaly. V letech 2006–2007 byl komplet testován na palubě ruského raketového člunu R-60. Jeho dokončení umožnily prostředky získané prodejem exportní varianty Palma do Vietnamu. Vietnamské lidové námořnictvo si systém vybralo pro výzbroj svých fregat Projektu 11661E. Ruské námořnictvo jedem komplet Palaš umístilo na fregatu Dagestan Projektu 11661K a plánuje instalaci dvou modulů na dvě fregaty Projektu 22350. Další zájemci o jeho koupi zatím nejsou známi.

## Konstrukce
Systém Palaš je modulární koncepce. Základní prvky představují střelecký modul 3S89, řídící modul 3R89 a volitelně též modul s přehledovým radiolokátorem pro vstupní detekci cílů (například 3D radar MR-352 Pozitiv). Otočný střelecký modul tvoří dva 30mm šestihlavňové rotační kanóny AO-18KD se zásobou 750 nábojů na hlaveň. Pro zvýšení přesnosti jsou kanóny umístěny v podpůrné konstrukci. Účinný dostřel kanónů je 200 až 4000 metrů. Nad každým kanónem se nachází blok obsahující čtyři dvoustupňové protiletadlové řízené střely krátkého dosahu Sosna-R s minimálním dostřelem 1,3 km a maximálním dostřelem 10 km. Nejvyšší výškový dostřel střel je 5 km. Celkově tak systém disponuje 1 500 náboji a osmi raketami.
Na střeše střeleckého modulu je umístěna stabilizovaná hlavice s optoelektronickými naváděcími senzory, která je součástí systému řízení palby 3V89. Na rozdíl od Kortiku přitom systém Palaš nemá radiolokátor. Hlavice obsahuje TV kameru, termovizní kameru, laserový dálkoměr, laserový značkovač cílů pro navádění raket a infračervený kanál pro sledování raket. Optoelektronika dokáže cíle sledovat automaticky, přičemž v ideálních podmínkách může sledovat letadla na vzdálenost až 30 km, vrtulníky na vzdálenost až 14 km a řízené střely na vzdálenost 8 km. Systém přitom až do vypuštění střely pracuje v pasivním režimu. Nevýhodou je, že dokáže současně útočit pouze na jeden cíl.